# NGC 7250
NGC 7250是一個位於蝎虎座的不規則星系。該星系是明亮恆星大量且快速形成的藍色星系，其恆星形成率超過銀河系一個数量级。
2013年，天文學家在NGC 7250發現一顆Ia超新星，即SN 2013dy 。該超新星在爆炸後約2.4小時被偵測到，在當時是爆炸後最短時間內被偵測到的超新星。
NGC 7250在天球上的前景星為TYC 3203-450-1，目前對該恆星幾乎沒有相關研究。而該恆星與地球間的距離較NGC 7250近一百萬倍。